# Ignacio Prieto del Egido
Ignacio Prieto del Egido fue un escritor, ensayista y poeta astorgano radicado en Argentina. Nació el 11 de octubre de 1895 en Astorga, capital de la Maragatería, una comarca de León de clima frío y tierra pobre donde se crían ovejas. Como muchos maragatos, Prieto del Egido emigró a la Argentina en las primeras décadas del siglo XX. Se radicó allí, viviendo primero en Buenos Aires y después en varios parajes del Neuquén y Chubut, experiencias que relata en La novela de la Patagonia (1938). En uno de esos lugares lo encontró Julio Barcos, visitador de escuelas, que lo describe como un "raro spécimen de bolichero y literato que hacía números y escribía versos alternativamente detrás del mostrador". Publicó también Canto de amor (1919), Nieve volada: Poemas patagónicos (1943); Bartolomé Mitre: Figura continental (1964). Colaboró con cuento, poesías, notas y reseñas bibliográficas en la revista Claridad, en El Pensamiento Astorgano y otras publicaciones. Murió en 1966. 

## La novela de la Patagonia
La novela de la Patagonia, de carácter autobiográfico, es un importante testimonio de la vida de los pioneros entre 1915 y finales de los años 1920 en la Patagonia, en parajes desolados como Chichiguau , Sañi-co y Buta Ranquil. Ese es el marco de las andanzas y desventuras de Germán, un joven del linaje del Quijote que aspira a la fama literaria pero debe desempeñarse como tenedor de libros y almacenero para ganarse la vida. La ignorancia, la codicia, las pasiones, la corrupción, pero también el espíritu de sacrificio, el coraje y las manos amigas tienen lugar en los encuentros con comerciantes, policías, bandoleros e indígenas en esos lugares donde "cada uno debía valerse por sus propios medios". 
Prieto del Egido, además de relatar vivencias, expone las costumbres sociales y religiosas de los araucanos. De avanzada en más de un sentido -el mismo título parece aggiornado- el autor se pone del lado de los indígenas y critica las campañas de exterminio habidas en la Patagonia, para favorecer a unos pocos. También critica los modos de la autoridad, desde la privilegiada posición de insider: como amanuense de un juez de Paz y como socio comercial de un comisario. Desnuda las formas de parasitismo social, que terminan devorando a su personaje, y la dejadez de un gobierno que dirige los asuntos de la Patagonia desde los escritorios de Buenos Aires.
Barcos, en el prólogo, señala que esta novela descriptiva y documental "da a los argentinos una lección intuitiva de la geografía humana de la Patagonia" y que no sería una obra efímera. A la distancia mantiene toda su frescura testimonial, aunque haya caído en un injusto olvido.

## Los maragatos en la Patagonia
En La novela… aparecen retratados algunos inmigrantes maragatos. Posteriormente, en un ensayo, Prieto del Egido contará el inicio de esa migración: en 1778 se publicó en la Maragatería un bando ofreciendo a los que quisieran ir a poblar la Patagonia tierras, semillas, aperos y salarios. En virtud del mismo fueron embarcadas familias enteras de maragatos camino de Argentina en el puerto de La Coruña, lo que hizo creer que aquellas gentes eran gallegas. Llegados a Carmen de Patagones, debieron vivir en cuevas, que todavía existen. Fue, dice Prieto del Egido, “una empresa de enormes proporciones colonizadoras”. Además de la Patagonia , dice el autor, los maragatos se extendieron por la Pampa a la que poblaron por el sistema de «pulperías», incluso algunos, en su espíritu nómade cruzaron la cordillera, estableciéndose en Chile